# Code: 9
Code: 9 è un reality show a telecamera nascosta di produzione statunitense che ha debuttato su Disney Channel il 26 luglio 2012. Il presentatore del reality show è l'attore Wes Dening.
Lo show è lo spin-off del programma Scherzi da star; il reality, a differenza del programma madre, ha come tema gli scherzi fatti ai genitori. L'intero gruppo di partecipanti infatti deve pianificare gli scherzi con un membro della famiglia per fare in modo che lo scherzo sia pronto.
La prima edizione negli Stati Uniti è terminata il 28 settembre 2012. In Italia andrà in onda dal 15 giugno 2013, ogni weekend su Disney Channel.

## Puntate
| nº | Titolo originale    | Titolo italiano       | Prima TV USA      | Prima TV Italia |
| -- | ------------------- | --------------------- | ----------------- | --------------- |
| 1  | Golf and Gas        | Golf e Gas            | 26 luglio 2012    | 22 giugno 2013  |
| 2  | Steal of a Deal     | L'affare del secolo   | 3 agosto 2012     | 29 giugno 2013  |
| 3  | Hockey Havoc        | Hockey nel caos       | 10 agosto 2012    | 16 giugno 2013  |
| 4  | Snow Globe Surprise | Reazione a catena     | 14 settembre 2012 | 15 giugno 2013  |
| 5  | Serenity Yoga       | Benvenuti al Serenity | 21 settembre 2012 | 30 giugno 2013  |
| 6  | Charity Shoe Soak   | L'asta benefica       | 28 settembre 2012 | 23 giugno 2013  |

### Messa in onda internazionale
| Paese                                                      | Canale                | Prima di stagione | Finale di stagione | Titolo adottato              |
| ---------------------------------------------------------- | --------------------- | ----------------- | ------------------ | ---------------------------- |
| Stati Uniti                                                | Disney Channel        | 26 luglio 2012    | 28 settembre 2012  | Code: 9                      |
| Regno Unito                                                | Disney Channel        | novembre 2012     | 2013               | Code: 9                      |
| Australia                                                  | Disney Channel        | 10 novembre 2012  | 2012               | Code: 9                      |
| Brasile                                                    | Disney Channel        | 28 dicembre 2012  | 1º febbraio 2013   | Code: 9 - Câmera Escondida   |
| Messico Argentina Perù Colombia Uruguay Paraguay Venezuela | Disney Channel        | 28 dicembre 2012  | 1º febbraio 2013   | Código: 9 - Cámara Oculta    |
| Spagna                                                     | Disney Channel        | 20 aprile 2013    | 25 maggio 2013     | Código: 9 - Cámara Escondida |
| Italia                                                     | Disney Channel Italia | 15 giugno 2013    | 30 giugno 2013     | Code: 9                      |